# Bob Kurland
Robert Albert “Bob” Kurland (Saint Louis, 23 de dezembro de 1924 — Flórida, 30 de setembro de 2013) foi um jogador de basquete estadunidense.
Jogava na posição de pivô. Entrou para a história por ser o primeiro jogador de basquete a ganhar duas medalhas de ouro olímpicas, em Londres 1948 e Helsinque 1952.